# 経蔵院 (久喜市)
経蔵院（きょうぞういん）は、埼玉県久喜市にある真言宗豊山派の寺院。

## 歴史
貞観年間（859年 - 877年）、慈覚大師円仁によって開山された。その後、時期は不明であるが、天台宗から真言宗に転宗している。

## 静御前伝説
当院には、源義経の愛妾静御前の伝説が残されている。静御前は一時鎌倉方に囚われたが、後に解放された。その後当院に身を寄せることになったが、そこで夫の義経の非業の死を知ることとなり、そのショックで病床に臥し亡くなったと伝えられる。当院は静御前の持仏だった地蔵菩薩像を本尊として迎え入れ、彼女の菩提を弔うことになった。この像は久喜市の文化財に指定されている。ただし、実際の造立年代は遥か後の江戸時代である。

## 文化財
- 乾漆地蔵菩薩立像（久喜市指定文化財 昭和53年3月29日指定）[2]

## 交通アクセス
- 栗橋駅より徒歩14分。